# Аеробіоз
Аеробіоз — життя при наявності вільного кисню. Аеробіоз характерний для переважної більшості тварин, рослин і мікроорганізмів. Всі аеробні організми, на відміну від анаеробних, отримують енергію для життєдіяльності в результаті окислювальних процесів; їх ферментні системи здатні переносити водень на вільний кисень. Аеробний тип обміну речовин і енергії ефективніший від анаеробіозу, оскільки забезпечує виділення більшої кількості енергії на 1 моль речовини.